# Rohwurst

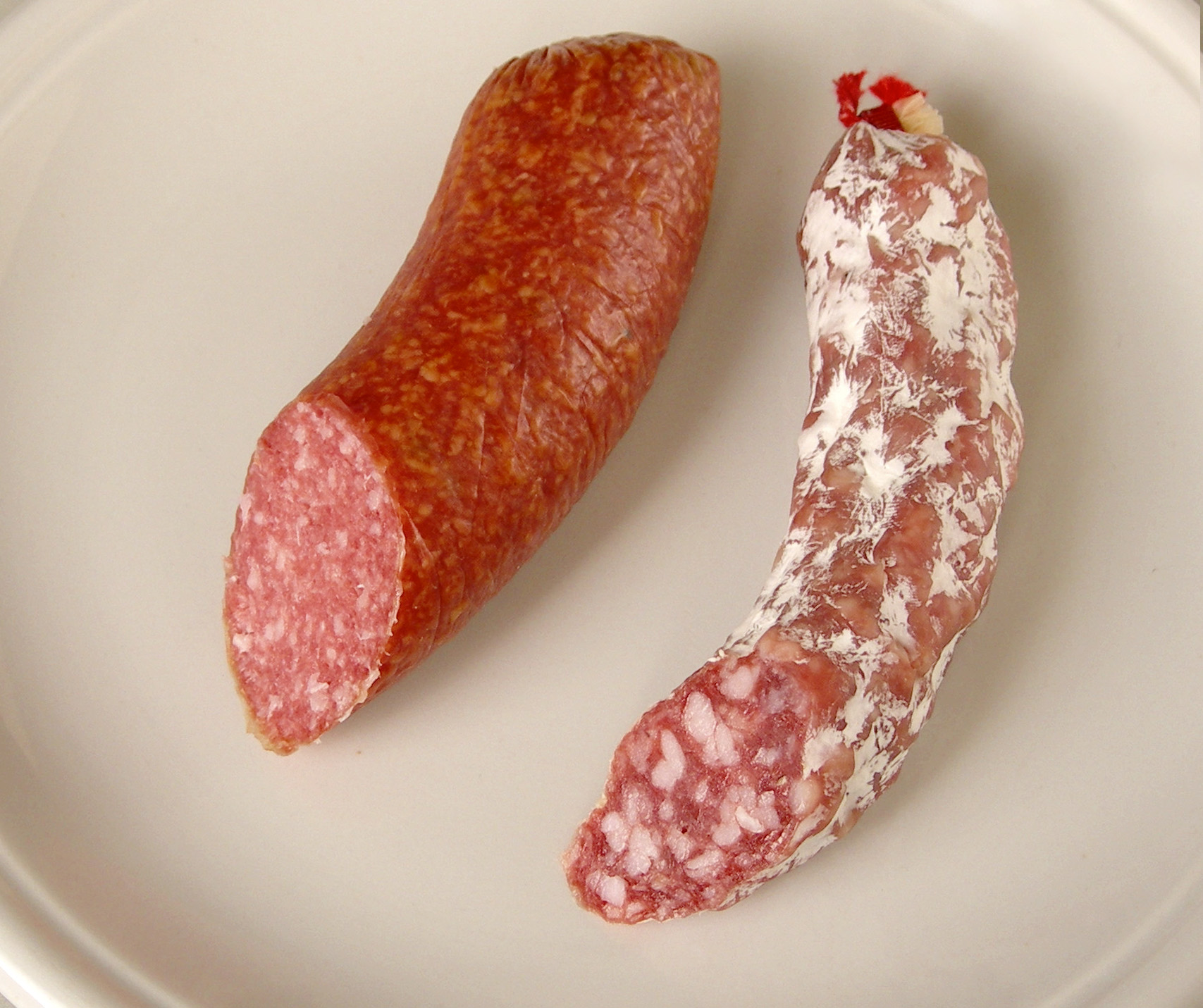
Saucisse fumée en boyau artificiel, et salami séché à l'air en boyau naturel.

La rohwurst (littérallement « saucisse crue ») est un type de saucisse allemande. En France, on pourrait l’associer au saucisson.

## Fabrication

### Hachage et salage
La viande est hachée en ajoutant du sel de table ou d'autres sels à effet particulier (comme le sel nitrité pour la salaison), au moyen d'un hachoir ; le hachage est plus ou moins fin, pouvant aller jusqu'à donner une structure tartinable (Mettwurst).

### Maturation
Lors du processus de maturation, les bactéries lactiques transforment les sucres de la viande et les sucres ajoutés en acide lactique principalement, mais aussi en composés qui ont un effet sur l'arôme.

### Acidification et séchage
Afin d'obtenir une acidification rapide et stable, on ajoute généralement des mono- et disaccharides qui servent de nutriments supplémentaires aux bactéries lactiques. Les bactéries lactiques peuvent soit être ajoutées comme culture de démarrage, soit être présentes dans la flore naturelle (flore spontanée) du saucisson cru. Elles assurent l'abaissement du pH, de sorte que la capacité de rétention d'eau diminue et que la saucisse libère de l'eau dans son environnement. Un autre effet de l'assèchement est la formation d'un gel protéique qui contribue à la résistance à la coupe de la saucisse. De plus, les cultures bactériennes contribuent non seulement à la formation du goût, mais aussi à la conservation en supprimant d'autres microbes comme la flore d'altération et les germes pathogènes.

### Température et humidité
Pour fabriquer des produits de haute qualité et sûrs du point de vue de l'hygiène alimentaire, il est essentiel de régler le « climat » qui entoure la saucisse ; dans la production industrielle, ce réglage est assuré par des installations de climatisation. Mais dans certaines régions, il existe également des conditions naturelles, comme les grottes de montagne, qui offrent des conditions climatiques constantes. Dans ce cas, la flore bactérienne présente permet en outre à la saucisse de développer un arôme spécifique.

### Fumage
Ensuite, les saucisses sont souvent encore fumées à froid. Les saucisses crues tartinables ne subissent pas de séchage intensif, contrairement aux saucisses de longue conservation. Pour les saucisses fines, l'aptitude à être tartinées est due au fait que la graisse enveloppe les particules de viande maigre et empêche ainsi la coagulation des protéines musculaires. Dans le cas des saucisses grossières, un gel protéique mal formé se forme également en raison d'un séchage plus faible.

## Variétés de Rohwürste
En Allemagne, des recettes standard sont généralement utilisées pour la fabrication de saucisses. En voici quelques exemples :

## Risques
Il existe un risque de contamination par l'hépatite E, la toxoplasmose et d'autres maladies infectieuses lorsque des aliments contenant de la viande crue de porc, de mouton ou de gibier sont consommés. Il en va de même pour les aliments contenant une part d'abats crus de porc, de mouton ou de gibier. La viande crue d'autres animaux, mal chauffée, présente également un risque d'infection.